# Guy Stéphane Essame
Guy Stéphane Essame (Douala, 25 novembre 1984) è un ex calciatore camerunese, di ruolo centrocampista.

## Palmarès

### Club

#### Competizioni nazionali
- Campionato kazako: 1

Astana: 2014